# Сирано (филм)
Сирано (енгл. Cyrano) љубавно-драмски је филмски мјузикл из 2021. године, редитеља Џоа Рајта и сценаристкиње Ерике Шмит, темељен на истоименом позоришном мјузиклу Шмитове из 2018. који се темељи на позоришном комаду Едмона Ростана из 1897, Сирано де Бержерак. Главне улоге играју Питер Динклиџ, Хејли Бенет, Келин Харисон Млађи и Бен Менделсон.
Светска премијера филма била је на 48. Филмском фестивалу у Телјурајду 2. септембра 2021, након чега је једне седмице приказиван у биоскопима у Лос Анђелесу 17. септембра 2021, а објављен је у осталим биоскопима у Сједињеним Америчким Државама и Уједињеном Краљевству 25. фебруара 2022. године. Филм је објављен 10. марта 2022. у Србији. Филм је добио углавном позитивне критике критичара. Номинован је за најбољи играни филм у категорији мјузикла или комедије и најбољег главног глумца у играном филму у категорији мјузикла или комедије (Динклиџ) на 79. додели награда Златни глобус.

## Радња
Човек испред свог времена, Сирано де Бержерак (Питер Динклиџ) заслепљује истовремено жестоком игром речи и сјајним мачевањем у двобоју. Али, убеђен да га његов изглед чини недостојним љубави према оданој пријатељици, сјајној Роксани (Хејли Бенет), Сирано тек треба да јој открије своја осећања. Али, Роксана се заљубљује на први поглед у Кристијана (Келвин Харисон Млађи).

## Улоге
| Глумац               | Улога              |
| -------------------- | ------------------ |
| Питер Динклиџ        | Сирано де Бержерак |
| Хејли Бенет          | Роксана            |
| Келвин Харисон Млађи | Кристијан          |
| Бен Менделсон        |                    |
| Башир Салахудин      |                    |
| Моника Долан         | Марија             |
| Џошуа Џејмс          | Валвет             |
| Реј Стракан          | ла Реј             |